# سیلوستر (لونی تونز)
سیلوستر (به انگلیسی: Sylvester) شخصیتی ساختگی است که تا کنون سه مرتبه برنده جایزه اسکار شده است. او یک گربه تاکسیدوی انسان‌واره در لونی تونز و مری ملودیز است که اغلب به دنبال توئیتی، هیپتی هاپر یا اسپیدی گونزالس است.